# Седі Мак-Кі (фільм)
«Седі Мак-Кі» (англ. Sadie McKee) — американська мелодрама режисера Кларенса Брауна 1934 року.

## Сюжет
Історія простої дівчини, дочки куховарки в багатому домі. Син господаря закоханий в неї, але її серце належить хлопцеві, в якого ще вітер в голові. Захищаючи його, вона псує відносини з усіма, навіть зі своєю сім'єю. Разом вони тікають у велике місто в пошуках щастя, але хлопця знову підхоплює вітер спокуси — у образі другосортної співачки, і він тікає з нею на гастролі прямо в день весілля. Зневірившись, вона не роздумуючи виходить заміж за багату людину. Здавалося б, все в житті є, дорогий будинок, становище в суспільстві, але серцю не накажеш, і вона знову кидає все і розшукує свого коханого, однак повернути все назад вже пізно.

## У ролях
- Джоан Кроуфорд — Седі Мак-Кі
- Джин Раймонд — Томмі Воллес
- Франшо Тоун — Майкл Олдерсон
- Едвард Арнольд — Джек Бреннан
- Естер Ралстон — Доллі Меррік
- Ерл Оксфорд — маріонетка
- Джин Діксон — Опал
- Лео Г. Керрол — Фелпс — дворецький Бреннана
- Акім Тамірофф — Ріккорі — власник кафе
- Зельда Сірс — місіс Крані
- Гелен Вер — місіс Мак-Кі